# Char d'infanterie
 (mai 2024).
Si vous disposez d'ouvrages ou d'articles de référence ou si vous connaissez des sites web de qualité traitant du thème abordé ici, merci de compléter l'article en donnant les références utiles à sa vérifiabilité et en les liant à la section « Notes et références ».
Pour un article plus général, voir char d'assaut.

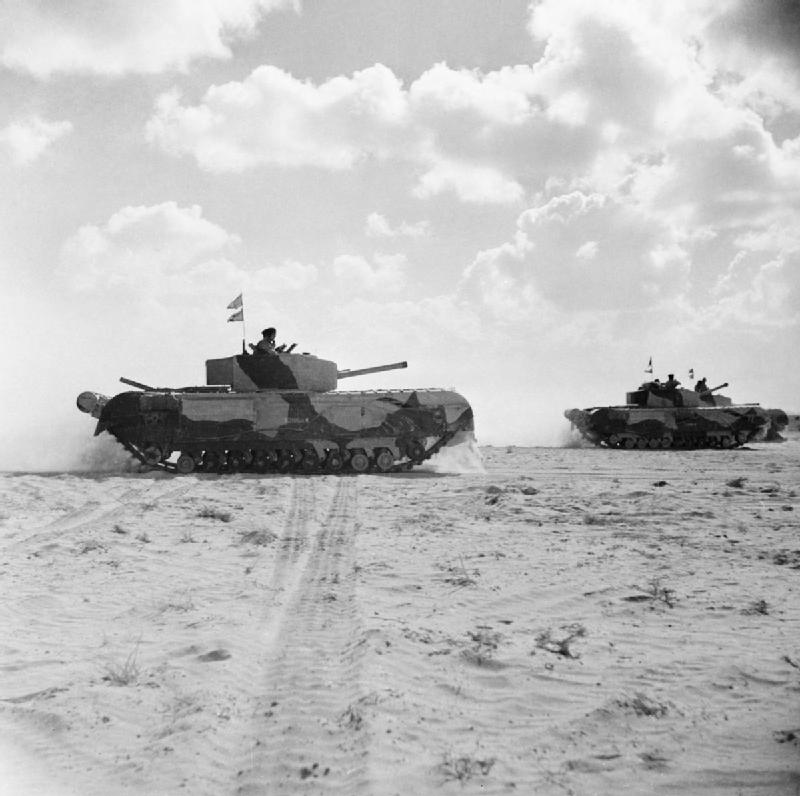
Des chars Churchill en Afrique du Nord durant la Guerre du désert (novembre 1942).

Le char d'infanterie est un type de char d'assaut ayant pour mission d'accompagner l'infanterie. Lent, car devant évoluer à la même vitesse que des soldats combattant à pied, il possède par contre un blindage épais et un armement conséquent. Exemple : Matilda II, B1, A22 Churchill.
Il se définit conjointement avec les autres types de char (char de cavalerie, char de rupture, char principal de bataille).

## Historique

### Genèse
Après l'apparition du char d'assaut moderne lors de la Première Guerre mondiale, les stratèges militaires réfléchissent pendant l'entre-deux-guerres à l'usage qu'ils peuvent faire de cette nouvelle arme. 

### Évolution durant la Seconde Guerre mondiale
Le deuxième conflit mondial fait du concept de char d'infanterie un concept peu adapté. Ses caractéristiques le rendent vulnérable aux chars plus rapides suffisamment armés et aux frappes d'artillerie. De plus, l'évolution des performances de l'artillerie antichar en font par la suite des cibles faciles.
Le char d'infanterie constitue ainsi une étape importante dans l'histoire du char de combat, puisqu'il montre l'insuffisance d'un concept restreignant l'usage d'un char à une seule mission. Il va ainsi constituer un prédécesseur du char principal de bataille.

### Depuis la fin duXXesiècle
On retrouve aujourd'hui avec les véhicules de combat d'infanterie la reprise d'une grande partie des missions initialement dévolues aux chars d'infanterie. On y ajoute le transport protégé des soldats, ce que ne permettaient pas les chars d'infanterie initiaux.

## Caractéristiques
Le type du char d'infanterie de l'entre-deux-guerres se définit autour de caractéristiques principales :
- sa puissance de feu ; importante, elle permet un apport de soutien aux unités qu'il est censé appuyer tout en l'accompagnant ;
- son blindage ; plutôt épais, il sert à améliorer sa survivabilité sur le champ de bataille, face à une défense organisée pour le détruire.

L'ensemble de ces caractéristiques font de lui un char plutôt lourd et lent. Par conséquent, cette mission échoit surtout aux chars de type char lourd. Elle aurait également convenu aux chars super-lourds, si ceux-ci avaient vu le jour.

## Exemples

### Royaume-Uni
- Matilda Mark II est un char d'infanterie britannique de 24 tonnes dont la production a débuté en 1937
- Churchill, char britannique utilisé lors de la Seconde Guerre mondiale. Il est le dernier aboutissement du concept de char d'infanterie,

- Valentine,  char d'infanterie britannique le plus produit durant la Seconde Guerre mondiale

### URSS
- T-26, char léger d'infanterie produit par l'URSS de 1931 à 1941, à près de douze mille exemplaires.

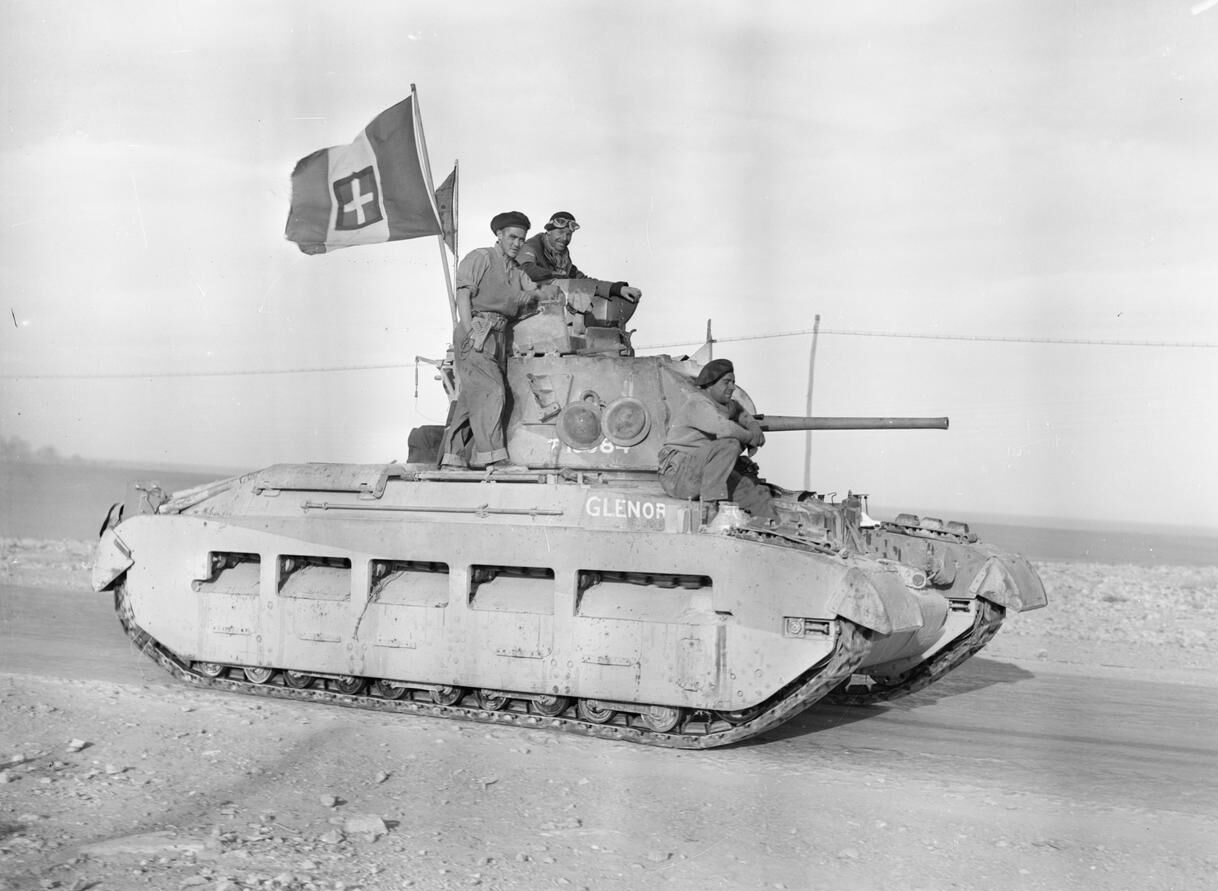
Matilda Mark II
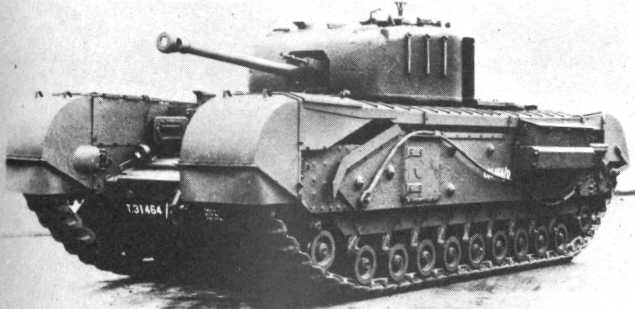
Churchill IV
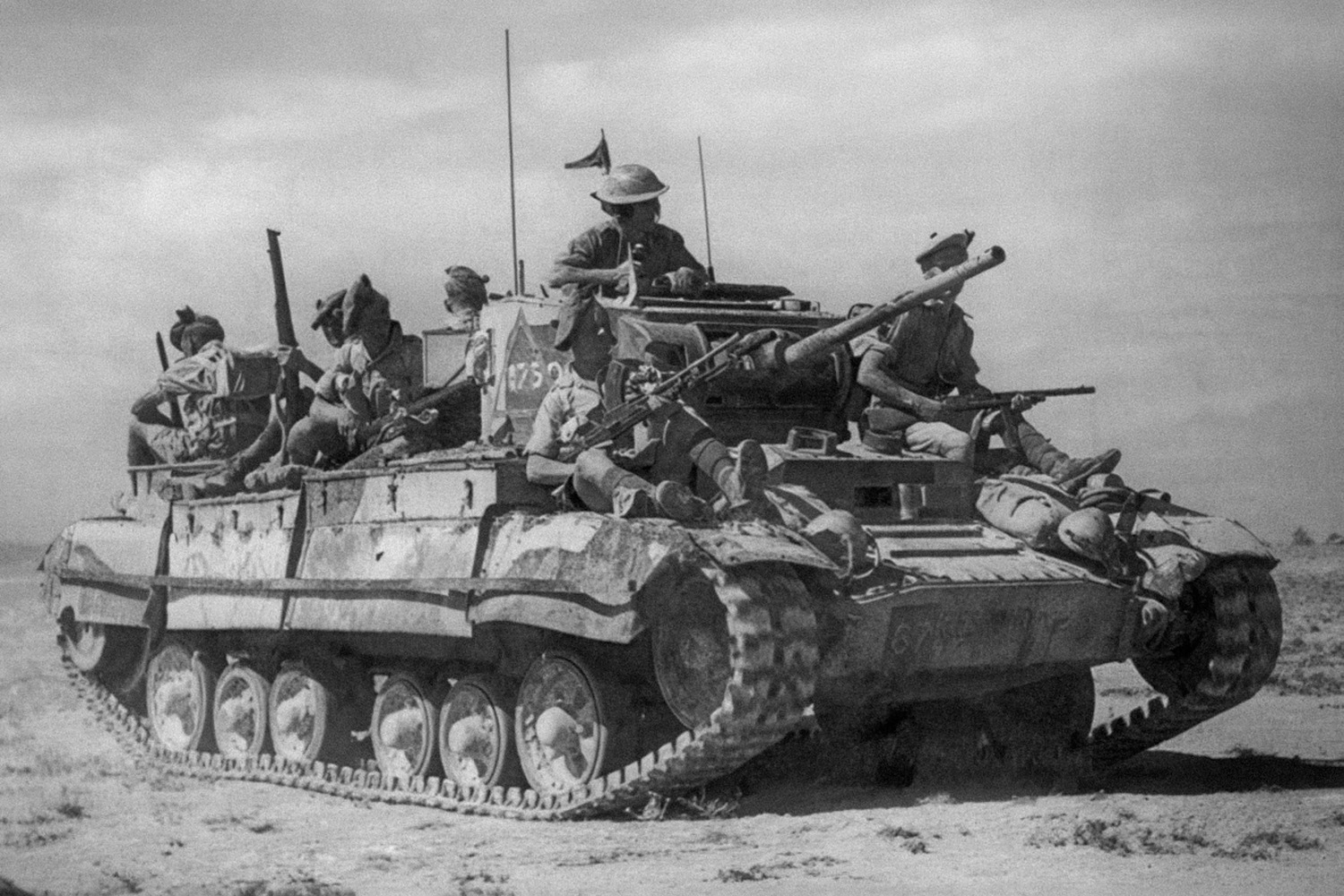
Valentine
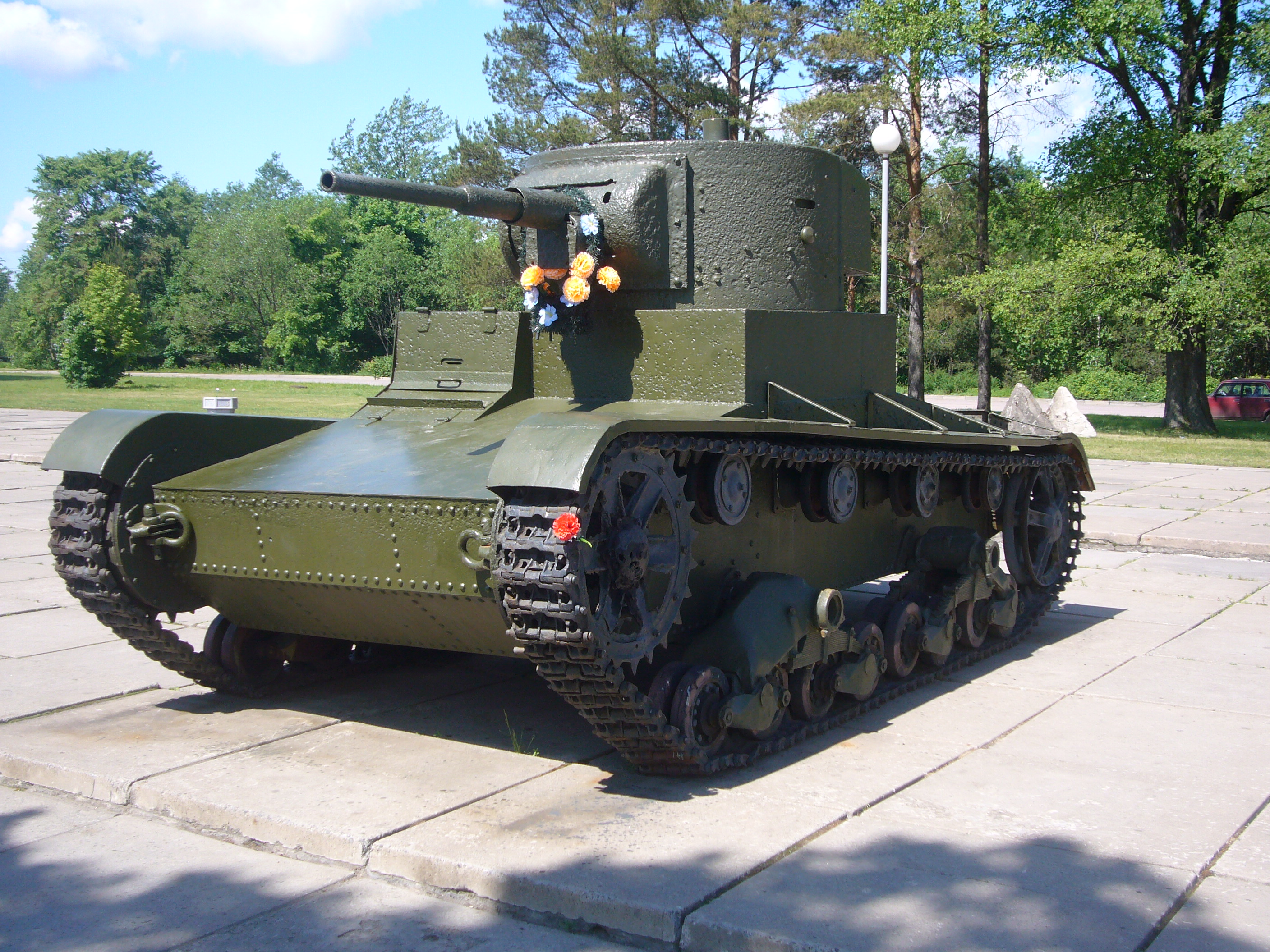
T-26